# سعیدآباد (جون‌آباد)
سعیدآباد روستایی در دهستان جون آباد بخش لادیز شهرستان میرجاوه استان سیستان و بلوچستان ایران است. بر پایه سرشماری عمومی نفوس و مسکن در سال ۱۳۹۰ جمعیت این روستا ۳۳ نفر (در ۹ خانوار) بوده است.